# Râul Zavarca
Râul Zavarca este un curs de apă, afluent al râului Bahlui.